# Josef Fischer (Historiker)
Josef Fischer (* 27. April 1976 in Salzburg) ist ein österreichischer Althistoriker und Autor.

## Leben
Josef Fischer studierte Alte Geschichte und Klassische Archäologie an der Universität Salzburg, wo er 2002 mit einer von Sigrid Deger-Jalkotzy und Herbert Graßl betreuten Dissertation über Ernährung im mykenischen Griechenland promoviert wurde.
Nach seinem Studium war er als wissenschaftliche Hilfskraft an der Kommission für Alte Geschichte und Epigraphik des Deutschen Archäologischen Instituts (DAI) tätig. Von 2005 bis 2007 war er Postdoktorand am Graduiertenkolleg „Sklaverei - Knechtschaft und Frondienst - Zwangsarbeit. Unfreie Arbeits- und Lebensformen von der Antike bis zum 20. Jahrhundert“ an der Universität Trier. Von 2008 bis 2012 arbeitete er als wissenschaftlicher Mitarbeiter an der Kleinasiatischen Kommission bzw. am Institut für Kulturgeschichte der Antike der Österreichischen Akademie der Wissenschaften in Wien. Von 2004 bis 2017 hielt er Lehrveranstaltungen an den Universitäten Salzburg, Trier, Wien und Passau. Seither ist er als Kommunikationsspezialist, Redakteur und Autor tätig. Schwerpunkte seiner Arbeiten sind die griechische Frühgeschichte, das antike Ephesos und die Sozialgeschichte der Antike.

## Schriften (Auswahl)

### Monographien
- Griechische Frühgeschichte bis 500 v. Chr. Wissenschaftliche Buchgesellschaft, Darmstadt 2010.
- Die Perserkriege. Wissenschaftliche Buchgesellschaft, Darmstadt 2013.
- Das archaische Ephesos im Spiegel der literarischen Überlieferung. Verlag Dr. Kovač, Hamburg 2013.
- Ernährung im mykenischen Griechenland. Rideró, Krakau 2017.
- Mykenische Paläste. Kunst und Kultur. Wissenschaftliche Buchgesellschaft, Darmstadt 2017.
- Quellenreader Antike: Sklaverei. Wissenschaftliche Buchgesellschaft, Darmstadt 2018.
- Sklaverei in der Antike. Wissenschaftliche Buchgesellschaft, Darmstadt 2021.
- Frühe Hochkulturen in der Ägäis. Die Welt der Minoer und Mykener. Marix Verlag, Wiesbaden 2024.

### Herausgeberschaften
- mit Melanie Ulz: Unfreiheit und Sexualität von der Antike bis zur Gegenwart. Georg Olms Verlag, Hildesheim – Zürich – New York 2010.
- Der Beitrag Kleinasiens zur Kultur- und Geistesgeschichte der griechisch-römischen Antike. Akten des Internationalen Kolloquiums, Wien, 3.–5. November 2010. Verlag der Österreichischen Akademie der Wissenschaften, Wien 2014.
- Studien zur antiken Religionsgeschichte. Rideró, Krakau 2017.
- mit Rainer Feldbacher: Marginalized Groups in Antiquity. Verlag Dr. Kovač, Hamburg 2021.
- mit Rainer Feldbacher: Connected Worlds – Interregional Contacts in Antiquity. Verlag Dr. Kovač Hamburg 2024.